# ویتسنبروخ

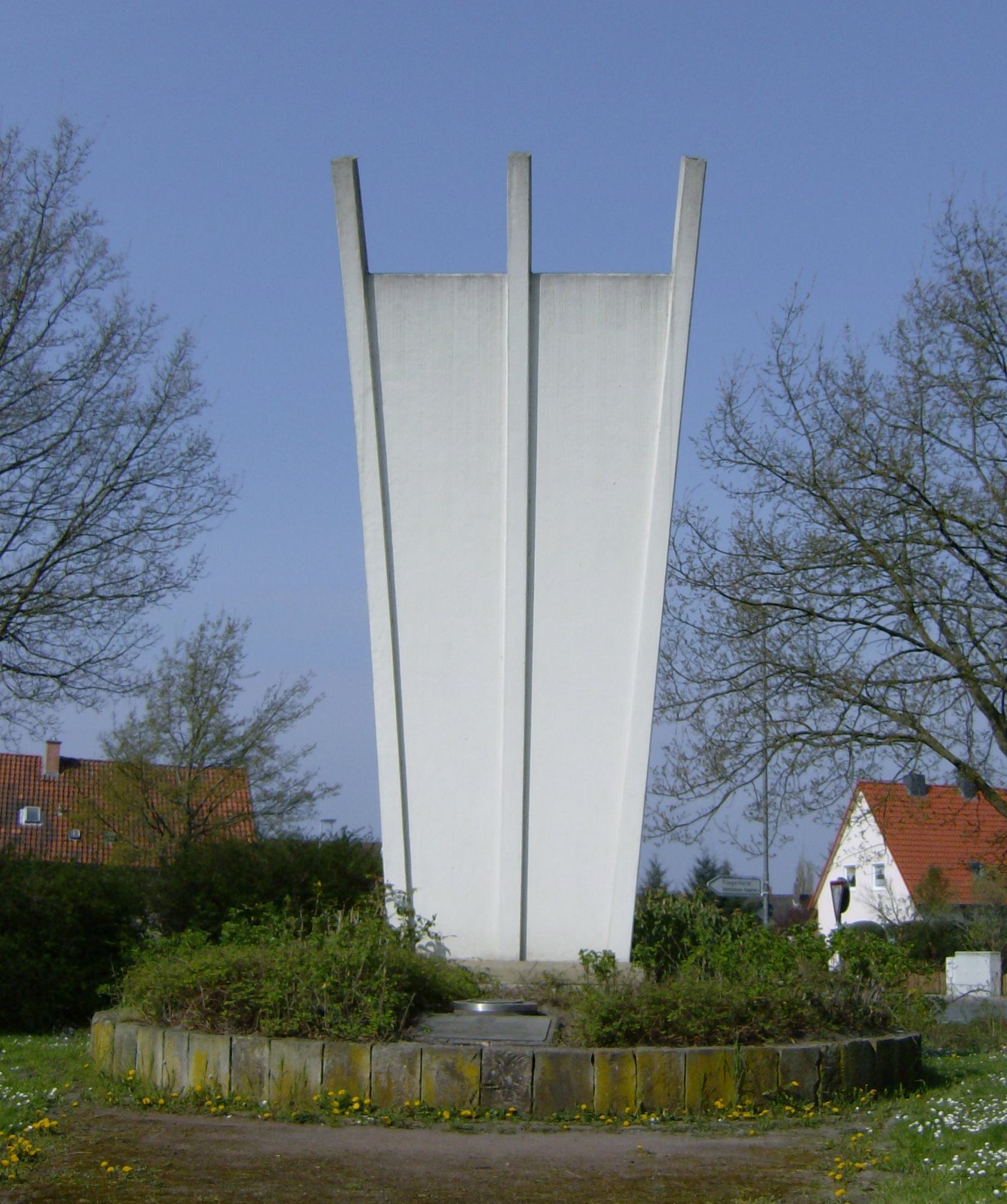
یادبود حمل و نقل هوایی برلین در ویتنسبروخ

ویتسنبروخ (به آلمانی: Wietzenbruch) یک منطقهٔ مسکونی در آلمان است که در تسله واقع شده‌است. ویتسنبروخ ۴٬۸۸۸ نفر جمعیت دارد.

## نقاط مورد علاقه
ویتسنبروخ همچنین توصیفی برای منطقه مجذل مانند مجاور در جهت Großburgwedel است. از طریق این منطقه بود که اولین خط سریع‌السیر برای آزمایش و رکوردشکنی توسط لوکوموتیوهای راه‌آهن طی دهه ۱۹۲۰ ساخته شد. این خط در اصطلاح عامیانه به نام راه‌آهن خرگوش (حسنبن) نیز شناخته می‌شود. اشاره ای به زمان ساخت طولانی آن (۱۹۱۳–۱۹۳۸). امروزه بخشی از خط آهن هانوفر - هامبورگ است.

## لوح یادبودی در زیر بنای یادبود بالابر هواپیما
فرودگاه هوایی ارتش (Heeresflugplatz Celle یا Immelmann-Kaserne) در Celle-Wietzenbruch در دهه ۱۹۴۰ به عنوان یکی از فرودگاه‌های خروجی برای تأمین هواپیما در طول حمل و نقل هوایی برلین مشهور شد. این رویداد با یادبود پل هوایی در ورودی سایت آغاز شد که در سال ۱۹۸۵ توسط مشاور وقت شهر سل، کارل دافنر آغاز شد و در سال ۱۹۸۸ افتتاح شد. امروز، این فرودگاه محل استقرار مرکز آموزش هواپیمایی ارتش بوندسوهر است، همچنین به عنوان صدمین اسکادران شناسایی هواپیمایی نیز می‌باشد.